# Biofilia
L'ipotesi della biofilia è un'ipotesi scientifica proposta nel 1984 da Edward O. Wilson che rileva empiricamente nell'essere umano la “tendenza innata a concentrare il proprio interesse sulla vita e sui processi vitali”. Nel 1993, Wilson ha suggerito che la biofilia sia riconducibile a un complesso di regole di apprendimento filogeneticamente adattative, ciascuna delle quali può essere studiata singolarmente. La biofilia è “l'innata tendenza a concentrare la nostra attenzione sulle forme di vita e su tutto ciò che le ricorda e, in alcune circostanze, ad affiliarvisi emotivamente”. Quest'ultima definizione, mettendo a fuoco le principali caratteristiche della biofilia (fascinazione ed empatia asimmetrica), ha permesso le prime verifiche sperimentali dell'ipotesi.

## Amore per la vita
Il termine “biofilia” letteralmente significa “passione per la vita”, in senso lato “amore per la vita”. Tale termine fu coniato per la prima volta da Erich Fromm per descrivere la tendenza psicologica a essere attratti da tutto ciò che è vivo e vitale. Wilson usa il termine con la stessa accezione nel suo libro Biophilia dove descrive i legami che gli esseri umani cercano con gli altri organismi viventi. Come tutti i comportamenti più complessi che caratterizzano la specie umana, anche la biofilia attraversa un ampio spettro di emozioni diverse, a volte anche contraddittorie, che vanno dall'attrazione all'avversione o biofobia, dalla meraviglia all'indifferenza, dal senso di pace alla paura e all'ansia. Sebbene non sia stato ancora possibile definire con precisione che cosa sia la biofilia, con il tempo si sono accumulate numerose prove empiriche della sua esistenza come predisposizione biologica a prediligere le relazioni con il mondo vivente, così che l'ipotesi della biofilia “può offrire una cornice unificante che attraversa numerose discipline per investigare la relazione umana con la Natura” e può quindi ragionevolmente candidarsi come spiegazione evoluzionisticamente plausibile di una serie di comportamenti umani innati nella relazione con il mondo naturale.

## Prodotto dell'evoluzione biologica
Secondo Wilson, la biofilia è il frutto di una coevoluzione genetica e culturale. Ispirandosi al biologo e storico dell'arte Balaji Mundkur, Wilson considera la relazione uomo-serpente un modello di possibile evoluzione della biofilia. L'esposizione costante nel corso dell'evoluzione all'influenza pericolosa e maligna dei serpenti si è fissata, mediante la selezione naturale, come un'avversione e contemporaneamente una fascinazione ereditaria, che si manifesta nell'inconscio umano attraverso sogni e miti in tutte le culture, in tutto il mondo. Pur se in una versione negativa (biofobica) la "versione ofidica” dell'ipotesi della biofilia contiene l'elemento della fascinazione che si rivelerà in seguito fondamentale per comprenderne la natura psicologica. Anche la preferenza per l'habitat è per Wilson un'importante manifestazione di biofilia. Se liberi di scegliere il luogo dove vivere e lavorare, gli esseri umani di tutte le latitudini prediligono un ambiente che abbia tre caratteristiche: “desiderano stare in una posizione sopraelevata, che offra un'ampia visuale; avere davanti a sé uno spazio aperto con prati e alberi sparsi; essere vicino ad una distesa d'acqua come un lago, un fiume o il mare". Probabilmente residuo della lunga storia evolutiva umana nelle savane africane, la predilezione per questo schema di habitat continua a manifestarsi anche oggi come fatto estetico, del tutto privo di valenza pratica. La biofilia potrebbe anche spiegare perché molte persone sono attratte dai cuccioli, caratteristica che gli esseri umani condividono con molti mammiferi. L'istinto positivo che i mammiferi adulti hanno nei confronti dei cuccioli, della propria o di diversa specie, contribuisce ad aumentare il tasso di sopravvivenza di tutti i mammiferi. Infine l'ipotesi della biofilia potrebbe spiegare il motivo per cui molte persone si prendano cura, talvolta a rischio della propria vita, di animali domestici e selvatici, e amino circondarsi di piante e fiori sia all'interno sia all'esterno delle proprie abitazioni. In definitiva il nostro amore per la vita (biofilia) è funzionale a sostenere la vita stessa.

## Prove sperimentali
Nella sua formulazione più recente, la biofilia è definita come “la tendenza innata a concentrare la nostra attenzione sulle forme di vita e su tutto ciò che le ricorda e, in alcune circostanze, ad affiliarvisi emotivamente”. L'istinto biofilico troverebbe quindi espressione nella fascinazione, cioè la capacità di lasciarsi attrarre dagli stimoli naturali, e nell'empatia asimmetrica, cioè la capacità di partecipare emotivamente alle diverse forme di vita. Fascinazione ed empatia asimmetrica costituirebbero i due costrutti centrali della biofilia.

### Fascinazione
Nel corso degli anni Novanta, lo psicologo ambientale Stephen Kaplan ha sviluppato una teoria sulla rigenerazione dell'attenzione, partendo dalla distinzione tra due forme di attenzione: l'attenzione diretta e l'attenzione involontaria, o fascinazione. Per Kaplan, l'attenzione diretta può essere definita come la capacità di inibire stimoli concorrenti o distraenti mentre si svolge un determinato compito. Quando l'attenzione diretta viene sottoposta ad un intenso e prolungato utilizzo, essa si esaurisce e compare la fatica mentale: aumenta la distraibilità e i comportamenti diventano più frequentemente impulsivi ed ostili. L'attenzione involontaria, o fascinazione, è l'attenzione che non richiede alcuno sforzo ed è resistente alla fatica. La fascinazione permette all'attenzione diretta di riposarsi e rigenerarsi fino a tornare ai livelli normali di efficienza. La fascinazione sorge, oltre che da alcuni processi tipicamente umani (per esempio giocare, ma anche ascoltare o raccontare storie, risolvere problemi), anche dalla semplice immersione in ambienti naturali selvatici percepiti come rassicuranti e rigenerativi. Secondo gli studi Kaplan, ma anche degli analoghi lavori di Roger Ulrich, la Natura avrebbe la capacità di affascinare l'essere umano, permettendogli di far riposare e rigenerare l'attenzione diretta. La Natura eserciterebbe quindi un ruolo attivo nella maturazione psichica dell'essere umano.

### Empatia asimmetrica
L'origine filogenetica del sentimento di affiliazione, secondo Ursula Goodenough, risiede nelle reti di neuroni coinvolte nella contemplazione della nostra profonda affinità genetica con le creature di altre specie. Questi network neurali pare si siano evoluti per ex-adattamento da reti di neuroni che guidano i nostri istinti materni e paterni, reti che generano emozioni come la tenerezza, l'accoglienza e l'istinto di protezione. La radice dell'altruismo umano, ben diverso da quello generalmente riconosciuto negli animali e noto come selezione parentale, avrebbe origine nella “nostra capacità di esperire empatia per altre creature e rispondere ai loro bisogni come se fossero nostri”. Il sentimento di affiliazione appare in questa prospettiva come una particolare manifestazione dell'empatia, intesa come la capacità di sentire, comprendere e condividere i pensieri e le emozioni di un'altra persona. Da un punto di vista ontogenetico, l'empatia si evolve con lo sviluppo psichico del bambino nell'adulto. Dalle prime forme di empatia per condivisione partecipatoria, alla capacità di sentire e condividere pensieri ed emozioni altrui, l'empatia può estendersi fino a comprendere interi gruppi sociali (empatia per condizioni generali e, in forma traslata, a partecipare delle “emozioni” e dell'espressività degli animali, alla sacralità della vita vegetale e di certi luoghi naturali. L'empatia per condivisione partecipatoria rivolta agli esseri umani diventa partecipazione differenziata o empatia asimmetrica quando è rivolta alle forme di vita non umane e agli oggetti naturali. Si parla di empatia asimmetrica, perché l'empatia, per definizione, può sussistere solo tra esseri umani che condividono reciprocamente la capacità di comprendere e condividere le emozioni umane. La relazione che si instaura tra un essere umano e un animale non può essere di tipo empatico in senso stretto perché, anche quando un essere vivente non umano fosse capace di percepire e sintonizzarsi correttamente con lo stato emotivo di un essere umano, non ne può però condividere l'esperienza, e viceversa.

## Biofilia e Intelligenza Naturalistica
L'intelligenza naturalistica è l'ottava manifestazione di intelligenza umana, secondo la classificazione proposta da Howard Gardner nella sua Teoria delle Intelligenze Multiple. È definita come l'abilità di entrare in connessione profonda con gli esseri viventi non umani e di apprezzare l'effetto che questa relazione ha su di noi e sull'ambiente esterno. Questa forma di intelligenza richiede un'abilità sensoria sviluppata per percepire gli organismi viventi, una capacità di ragionamento logico che permette di distinguerli e di classificarli, una particolare sensibilità emotiva verso ciò che è “naturale”, e una certa sapienza esistenziale che consente di legare insieme tutte queste qualità sulla base di esperienze d'ordine spirituale. Se la biofilia, come è stato detto, è un complesso di regole di apprendimento filogeneticamente adattative, essa potrebbe costituire la base fisiologica e il potenziale psichico dal quale far emergere l'intelligenza naturalistica. Biofilia e intelligenza naturalistica possono essere visti come i due poli di un percorso educativo. La biofilia è il polo più antico, l'energia psichica che nutre la nostra relazione con il mondo naturale. L'intelligenza naturalistica è la piena realizzazione delle potenzialità insite nell'organizzarsi delle relazioni di attenzione, di cura e di empatia con il mondo naturale. La biofilia rappresenta il potenziale di relazione, l'intelligenza naturalistica la capacità di utilizzare questo potenziale psico-biologico per dare forma a relazioni, per risolvere i problemi che la nostra presenza pone al resto della Natura. In questo contesto le regole di apprendimento che costituiscono il costrutto biofilico, essendo innate e universali, potrebbero costituire i prerequisiti necessari per sviluppare l'intelligenza naturalistica. Anche nel rapporto con la Natura possiamo osservare un'evoluzione del comportamento. Fin da piccolissimi, dai sei mesi ai due anni, i bambini sono spontaneamente attratti dalle forme viventi che si muovono, in una sorta di equazione “movimento = vivente”. Intorno ai due-tre anni cresce l'attrazione verso i cuccioli di molti vertebrati mentre cominciano a sviluppare paura e avversione verso ragni, serpenti, scorpioni e insetti come le vespe. Tra i tre e i sei anni i bambini cominciano a mostrare interesse verso alcuni tipi di vita vegetale, soprattutto fiori, frutti e semi. Dagli otto ai dodici anni i bambini amano costruirsi rifugi segreti dove spiare il mondo circostante. Da un punto di vista della psicologia dello sviluppo queste sono tappe facilmente riconoscibili in tutti i bambini e corrispondono alle fasi preoperatorie e operatorie. Va da sé che queste competenze si acquisiscono correttamente solo quando i bambini possono venire a contatto con gli stimoli giusti. Le forzature, gli incidenti, possono portare a un'avversione che talvolta si fissa in una biofobia. Oppure l'assenza di stimoli seppellisce queste potenzialità, e le energie psichiche che le accompagnano sono disperse o utilizzate per scopi molto diversi da quelli per le quali si sono evolute. Poiché nelle società contemporanee questa eventualità è molto frequente, non è da escludere che la biofilia, quando viene meno al suo ruolo evoluzionisticamente consolidato di forza strutturante la personalità, possa indirettamente provocare disordini psichici e una conseguente insensibilità nei confronti della Natura. Diventa quindi fondamentale per l'integrità psichica del bambino che il contatto con la Natura segua e accompagni tutto il suo percorso evolutivo.